# Заварзин, Фёдор Михайлович
Фёдор Миха́йлович Зава́рзин (1914 — ?) — советский футболист, защитник и нападающий.

## Карьера
В 1939 году играл за сталинский «Стахановец», в составе которого дебютировал в высшей по уровню лиге СССР, где провёл 1 встречу.
С 1944 по 1949 год выступал за краснодарское «Динамо», с которым дважды становился чемпионом Северного Кавказа в 1944 и 1945 годах, а также в 1948 году стал чемпионом РСФСР, был капитаном команды. В сезоне 1949 года в одном из матчей «отметился» автоголом.

## Достижения
- Чемпион РСФСР: 1948
- Чемпион Северного Кавказа: 1944, 1945